# マリーン・ヘギー
マリーン・ヘギー（Marlene Hagge、1934年2月16日 - 2023年5月16日）は、アメリカ合衆国の元女子プロゴルファー。1950年の全米女子プロゴルフ協会（LPGA）設立に携わった13人の内の1人である。LPGAツアーでメジャー選手権1勝を含む通算26勝を挙げた。世界ゴルフ殿堂のメンバーである。

## アマチュア時代
サウスダコタ州ユリーカで生まれ、アマチュアゴルファーとして頭角を現わしていった。3歳でゴルフを始め、10歳の時にロングビーチ・シティボーイズ・ジュニアで優勝した。13歳にしてウェスタン及び全米ジュニア選手権、ロサンゼルス女子シティ選手権、パームスプリングス女子選手権、ノーザンカリフォルニアオープン、インディオ女子インビテーショナルで優勝。1947年、13歳で全米女子オープンの最年少予選通過選手となり、8位でフィニッシュした。1949年、15歳でAP通信アスリート・オブ・ザ・イヤー、ゴルファー・オブ・ザ・イヤー、ティーンエイジャー・オブ・ザ・イヤーに史上最年少で選出され、全米女子ジュニア選手権及びWWGAジュニアのタイトルを獲得した。

## プロ転向後
1950年にLPGAを創設した13人の女性の中で最年少メンバーであり、LPGAツアーの史上最年少メンバーでもある。彼女の姉アリス・バウアーも創設者の1人である。1952年、サラソタ・オープンで初優勝を飾る。その後も勝利を重ね、メジャー選手権である全米女子プロゴルフ選手権（1956年）を含め、LPGAツアーで通算26勝を挙げた。メジャーを制した1956年には8勝してLPGAツアーの賞金女王にもなった。2002年、ベテラン部門でLPGAツアー殿堂入りし、正式に世界ゴルフ殿堂入りを果した。LPGAツアーへの最後の出場は1996年であった。
1961年6月18日、CBSのゲーム番組『ホワッツ・マイ・ライン』に出演している。

## 私生活
1955年、姉アリスの元夫であるボブ・ヘギーと結婚。彼らは1964年に離婚した。
1995年、元PGAツアーのゴルファー、アーニー・ボスラーと結婚、2013年2月16日に彼が死去するまで添い遂げた。夫妻は彼女が未亡人となった後も暮らしたカリフォルニア州ラキンタに住んでいた。
2023年5月16日、転倒による合併症の為死去。89歳没。LPGA設立に関わった人物としては最後の生存者であった。LPGAのモリー・サマン会長は「残念だが、私たちは彼女のことを忘れない。素晴らしいアスリートであり、競技者であり、若くとも人生において成功できることを示してくれた。彼女のLPGAへの貢献に感謝しつつ、今後も成長し続けたい」としている。

## プロ戦績

### LPGAツアー (26勝)
- 1952年 (2勝) サラソタ・オープン（英語版）、ベーカーズフィールド・オープン（英語版） (ベティー・ジェイムソン、ベッツィー・ロールズ、ベーブ・ザハリアスとタイ)
- 1954年 (1勝) ニューオーリンズ・オープン（英語版）
- 1956年 (8勝) シーアイランド・オープン（英語版）、ベーブ・ザハリアス・オープン（英語版）、ピッツバーグ・オープン（英語版）、トライアングル・ラウンド・ロビン（英語版）、全米女子プロゴルフ選手権、世界選手権（英語版）、デンバー・オープン（英語版）、クロック・オープン（英語版）
- 1957年 (2勝) ベーブ・ザハリアス・オープン、ロートン・オープン（英語版）
- 1958年 (2勝) レイクワース・オープン（英語版）、ランド・オブ・スカイ・オープン（英語版）
- 1959年 (2勝) メイフェア・オープン（英語版）、フージャー・オープン（英語版）
- 1963年 (1勝) サイト・オープン
- 1964年 (1勝) ミッキー・ライト・インビテーショナル（英語版）
- 1965年 (5勝) ベーブ・ザハリアス・オープン、ミルウォーキー・オープン（英語版）、フェニックス・サンダーバード・オープン（英語版）、LPGAトールシティ・オープン（英語版）、アラモ・オープン（英語版）
- 1969年 (1勝) ストローズWBLYオープン（英語版）
- 1972年 (1勝) バーディンズ・インビテーショナル

## メジャー選手権

### 勝利 (1勝)
| 年     | 選手権                   | スコア               | ストローク差 | 2位の選手        |
| ------ | ------------------------ | -------------------- | ------------ | ---------------- |
| 1956年 | 全米女子プロゴルフ選手権 | −9 (69-73-73-76=291) | プレーオフ 1 | パティー・バーグ |

1 サドンデスのプレーオフ、1ホール目で決着。